# 9445 Charpentier
9445 Charpentier (1997 JA8) là một tiểu hành tinh vành đai chính được phát hiện ngày 8 tháng 5 năm 1997 bởi P. G. Comba ở Prescott.